# 214081 Balavoine
214081 Balavoine è un asteroide della fascia principale. Scoperto nel 2004, presenta un'orbita caratterizzata da un semiasse maggiore pari a 2,9765946 UA e da un'eccentricità di 0,1254829, inclinata di 8,69345° rispetto all'eclittica.